# Anastassia Vlassova
Anastasia Vlasova (en ukrainien : Анастасiя Власова) est une photojournaliste ukrainienne, connue pour sa couverture de la révolution ukrainienne de 2014 et de la guerre dans le Donbass.

## Parcours
En 2015, elle obtient une maîtrise en journalisme à l'Université nationale Taras-Chevtchenko de Kiev. Elle est une ancienne photojournaliste du Kyiv Post et collabore avec l'agence européenne Pressphoto. Ses photographies ont été publiées dans The Guardian, NBC, Newsweek, The Wall Street Journal, The Washington Post et d'autres médias.
Elle commence sa carrière professionnelle en tant que photographe en décembre 2013 lors des manifestations d'Euromaïdan. Elle travaille pour le site Web svidomo.com et obtient une mission pour prendre des photos des manifestations. Elle s'est ensuite rendue en Crimée pour couvrir le référendum de Crimée de 2014, et, après le début de la guerre dans le Donbass, elle voyage entre Kiev et l'est de l'Ukraine.

## Récompenses
Elle reçoit une mention honorable en 2015 de l'International Women's Media Foundation, et le 2015 Anja Niedringhaus Courage in Photojournalism Award. La citation inclut "la qualité de la lumière et de la texture qui crée un lien avec les gens et l'étendue des souffrances qu'ils endurent" dans ses photos et permet de "découvrir la vérité sur les crimes de guerre des deux côtés" par l'activité de photojournaliste. Une de ses photographies est sélectionnée par le Time parmi les 100 meilleures photos de 2015.
Elle est boursière 2015 de la Fondation Magnum pour la photographie et les droits de l'homme à l'Université de New York, et a participé à l'atelier Eddie Adams en 2015.